# Erwin Radjinder
Erwin Radjinder en Erwin Gaur zijn pseudoniemen van Erwin Angad-Gaur (Den Haag, 17 juli 1970), een Nederlands schrijver, publicist en musicus. Met zijn band Radjinder bracht hij tussen 2001 en 2008 twee albums, diverse singles en een dvd uit. In het voorjaar van 2017 verscheen zijn literair debuut, de novelle Gardi. In 2024 maakte hij een comeback als popartiest, met aangekondigd nieuw materiaal in 2025/2026.
Angad-Gaur werd geboren als zoon van een Hindoestaanse vader en een Nederlandse moeder. Zijn jongere zus is schermster Indra Angad-Gaur. Hoewel hij al in zijn tienerjaren (met name Engelstalige) liedjes begint te schrijven komt hij pas in 1996 professioneel in de studio te werken. In dat jaar studeert hij tevens af als Kunst en Cultuurwetenschapper aan de Erasmus Universiteit Rotterdam. Tijdens zijn stage bij de Nederlandse Toonkunstenaarsbond (Ntb) had hij een jaar eerder arrangeur/producer Rakendra Smit leren kennen.
Samen met Smit en technicus Philippe Anneveldt (onder meer producer van Roots Syndicate) richtte hij het productieteam Angad-Gaur, Smit & Anneveldt op. Het productieteam hield zich vooral bezig met facilitaire producties voor bedrijven als ABN AMRO, Syntens en een aantal kleinere platenmaatschappijen. Ook produceerden zij enkele op de muzikantenmarkt gerichte educatie-cd's.
Met Rakendra Smit verkreeg Angad-Gaur in deze periode bekendheid als schrijver/docent van de cursus "cd-productie in eigen beheer" en als maker/samensteller/beoordelaar voor de Ntb Studiosterrengids (een soort Michelingids voor opnamestudio's) en de Ntb Master-cd (een overzicht van de masteringstudio's in Nederland).
Daarnaast werd hij in 1997 bestuurslid/directielid van de muzikantenvakbond Ntb en in de jaren daarna (namens uitvoerende kunstenaars) bestuurslid van diverse rechtenstichtingen, waaronder Sena, Norma, Stichting Leenrecht en Stichting de Thuiskopie. Met enige regelmaat publiceert hij opiniestukken en essays rondom muziek, muziekrechten en cultuurpolitiek in diverse Nederlandse kranten en in het bondsblad Muziekwereld, waarvan hij vanaf 1998 hoofdredacteur is. In 2009 was hij mede-oprichter van het Platform Makers, het samenwerkingsverband op het gebied van auteurs- en naburig recht van 17 vakbonden en beroepsorganisaties, waaronder de NVJ, FNV Kiem, ACT, BNO, VSenV en de Ntb. In 2010 werd hij, bij de formalisering van het Platform Makers in een stichting, benoemd tot voorzitter.
Sinds de fusie tussen Ntb en Kunstenbond in 2018 is hij senior adviseur van de vakgroep muziek/Ntb en directeur van de VCTN (de Vereniging Componisten en Tekstdichters Ntb).
Als muzikant ontwikkelde hij zich ondertussen steeds meer in de richting van zijn eigen werk om na 2001 samen met Smit uit het productieteam met Anneveldt te stappen. Waar hij in 2001 nog als producer/componist achter zanger Bart Brandjes plaatsneemt (met een deelname aan het Nationaal Songfestival van dat jaar), publiceert hij eind 2002 zijn eerste soloalbum "Just another millionaire". Al snel wordt Radjinder van soloproject omgevormd tot een popband. Radjinder blijft daarbij als zanger, componist en tekstschrijver van al het materiaal, de centrale figuur.
Na het album "The World" (2007), waarvan de laatste single uitkomt in 2008, neemt de band een (korte) pauze.
Angad-Gaur richt zich in deze periode met name op zijn bestuurlijke werk en op het schrijven. Met regelmaat publiceert hij columns op opiniewebsites Joop.nl en TPO. Voorjaar 2017 verscheen onder het (half)pseudoniem Erwin Gaur de novelle Gardi.
Vanaf 2020 is Angad-Gaur ook met enige regelmaat opnieuw actief als componist/tekstschrijver. Met Henk Westbroek schreef hij onder meer de Sinterklaas single Sinterklaas is een echte held (in 2020 uitgebracht door Banketpiet en Zangpiet Geraldo, ft Henk Westbroek) en Een Mooie Dag voor zanger/acteur Boris van der Ham (uitgebracht op single in 2024).